# Electric Century
Electric Century (рус. Электрический век) — американская рок-группа, основанная в 2014 году басистом My Chemical Romance Майки Уэем и солистом группы Sleep Station Дэвидом Дебиаком.

## О группе
Майки Уэй и Дэвид Дебиак были знакомы на протяжении двух десятков лет. Брат Дебиака работал на лейбле, которому принадлежала группа My Chemical Romance, и они познакомились во время репетиций. Уэй признавался, что с детства хотел создать группу, похожую на New Order и исполняющую брит-поп и нью-вейв, и ещё в седьмом классе придумал для неё название «Electric Century», записав его в школьной тетради. Когда My Chemical Romance находились в последнем концертном турне перед распадом, Уэй и Дебиак начали обсуждать свой новый проект. Пресса заинтересовалась новой группой; музыканты появились на обложке журнала Alternative Press и давали интервью MTV задолго того, как даже начали выступать.
Electric Century выпустили свою первую песню «I Lied» (с англ. — «Я соврал») 25 февраля 2014. В ней пелось о наркотической зависимости Уэя, о которой он признался в интервью на телеканале. По словам Уэя, его партнёр по группе видел, что музыкант страдал от зависимости, но отказывался в этом признаться и врал другим, что всё нормально. После этого Дэйв Дебиак отправил Уэя в клинику на лечение. Во время нахождения в реабилитационном центре Дебиак пришёл навестить товарища и вместе они написали песню «Let You Get Away», которая вышла 13 января 2015 года.
После окончания лечения музыканты некоторое время воздерживались от работы. Постепенно они вернулись к записи новых песен. В 2015 году вышел одноимённый мини-альбом Electric Century, приуроченный ко Дню музыкального магазина. 9 марта 2016 года вышел альбом For the Night to Control, доступный в виде приложения к журналу Kerrang! Лишь 14 июля альбом вышел на независимом лейбле Panic State Records.
1 мая 2020 стало известно о выходе второго альбома Electric Century, который сопровождался собственным комиксом, нарисованным художницей Тоби Сайпресс и выпущенным в издательстве Z2 Comics. По словам Майки, сюжет комикса строился вокруг актёра сериалов, который отправился в Атлантик-Сити и оказался в казино «Электрический век», откуда не мог выбраться из-за гипнотических чар. Релиз альбома, получившего название Electric Century, ожидался осенью 2020 года.

## Состав группы
- Майки Уэй — бэк-вокал, ритм-гитара, клавишные
- Дэвид Дебиак — соло-гитара, вокал
- Джастин Сигел — бас-гитара, ударные